# Patney
Patney – wieś w Anglii, w hrabstwie Wiltshire. Leży 28 km na północ od miasta Salisbury i 125 km na zachód od Londynu.